# APS Atromitos Athinon 2020-2021
Questa voce raccoglie le informazioni riguardanti l'APS Atromitos Athinon nelle competizioni ufficiali della stagione 2020-2021. 

## Rosa
| N. |                      | Ruolo | Calciatore                |
| -- | -------------------- | ----- | ------------------------- |
| 3  | Brasile (bandiera)   | D     | Lucas Galvão              |
| 4  | Grecia (bandiera)    | D     | Dīmītrīs Goutas           |
| 6  | Grecia (bandiera)    | C     | Charilaos Charisīs        |
| 8  | Argentina (bandiera) | C     | Javier Umbides (capitano) |
| 9  | Grecia (bandiera)    | A     | Giōrgos Manousos          |
| 10 | Cile (bandiera)      | C     | Bryan Rabello             |
| 11 | Israele (bandiera)   | C     | Amir Agayev               |
| 12 | Brasile (bandiera)   | D     | Rodrigo Galo              |
| 13 | Grecia (bandiera)    | P     | Chrīstos Theodōrakīs      |
| 14 | Spagna (bandiera)    | C     | Juan Muñiz                |
| 16 | Grecia (bandiera)    | D     | Spyros Natsos             |
| 17 | Grecia (bandiera)    | A     | Antōnīs Trimmatīs         |
| 18 | Grecia (bandiera)    | C     | Giannīs Oikonomidīs       |

| N. |                         | Ruolo | Calciatore                 |
| -- | ----------------------- | ----- | -------------------------- |
| 19 | Grecia (bandiera)       | D     | Kyriakos Kivrakidīs        |
| 20 | Grecia (bandiera)       | A     | Petros Giakoumakīs         |
| 21 | Austria (bandiera)      | C     | Patrick Salomon            |
| 22 | Grecia (bandiera)       | P     | Andreas Gianniōtīs         |
| 23 | Grecia (bandiera)       | A     | Kōnstantinos Kōtsopoulos   |
| 27 | Grecia (bandiera)       | A     | Geōrgios Daviōtīs          |
| 29 | Grecia (bandiera)       | D     | Stefanos Stroungīs         |
| 35 | Grecia (bandiera)       | P     | Chrīstos Mandas            |
| 50 | Croazia (bandiera)      | D     | Josip Tomašević            |
| 59 | RD del Congo (bandiera) | C     | Clarck N'Sikulu            |
| 77 | Grecia (bandiera)       | C     | Lazaros Christodoulopoulos |
| 99 | Serbia (bandiera)       | A     | Bojan Matić                |